# Diamonds Are a Girl's Best Friend
«Diamonds Are a Girl's Best Friend» —en español, «Los diamantes son los mejores amigos de una chica»— es una canción de jazz introducida por  Carol Channing en la producción original de Broadway, Gentlemen Prefer Blondes (1949), que fue escrita por Jule Styne y Leo Robin. Se basó en una novela de Anita Loos.

## Versión de Marilyn Monroe
La canción es quizás la más famosa de Marilyn Monroe en la película de 1953 Los caballeros las prefieren rubias. El personaje de Monroe, Lorelei Lee, ha sido seguido en un crucero transatlántico por un detective contratado por el padre de su prometido, que quiere asegurarse de que no se casará por puro dinero. Está informado de comprometer fotografías tomadas con un dueño de una mina británica de diamantes y de cancelar su tarjeta de crédito antes de que ella llegue a Francia, requiriéndole que trabaje en un club nocturno para sobrevivir. Su prometido llega al cabaret para verla interpretar esta canción, acerca de explotar a los hombres por su riqueza. Los diamantes son un elemento en otra línea de la historia en la película, en la que Lorelei recibe una tiara de diamantes por el propietario de la mina, en agradecimiento por su recuperación de las fotografías. En una escena posterior, Jane Russell, quien cantó junto a Monroe, cantó «Diamonds Are a Girl's Best Friend» en la corte, mientras fingía ser Lorelei.
La mayor parte de la canción de la película es la voz de Monroe, pero necesitaba ayuda en dos frases – «Estas rocas no pierden su forma, los diamantes son los mejores amigos de una chica», y al principio con una serie de «no» agudos, todos los cuales fueron doblados por la soprano Marni Nixon.
El número fue re-filmado más tarde en CinemaScope, para ser utilizado como parte de una demostración de CinemaScope celebrada en el lote de Fox en marzo de 1953. El productor Darryl F. Zanuck dijo a «Daily Variety» que solo tomó 3-1/2 horas para filmar el número en CinemaScope frente a cuatro días para la versión original de la película. El público finalmente vio la versión de CinemaScope diez años más tarde cuando cerró el documental tributo de Fox a Marilyn, sin embargo esto no ha sido lanzado en DVD o VHS.
La canción fue catalogada como la 12.º canción más importante de todos los tiempos por  American Film Institute.
La interpretación de Monroe de la canción se ha considerado una representación icónica y desde entonces ha sido copiada por otros animadores que van desde Madonna y Kylie Minogue a Geri Halliwell y Anna Nicole Smith. El video de Madonna, «Material Girl», utiliza un set similar y trajes para la cantante y sus bailarines.

## Versión deMoulin Rouge!
La canción también aparece en la película de 2001, Moulin Rouge!, en la que es cantada principalmente por Nicole Kidman en el papel de Satine, la estrella (ficticia) del famoso club nocturno Moulin Rouge en Paris, a principios del siglo XX. Esta versión cinematográfica es técnicamente una adaptación musical que el director Baz Luhrmann tituló «Sparkling Diamonds». Aunque consiste casi en su totalidad en una adaptación de «Diamonds Are a Girl's Best Friend», esta versión difiere de las letras en Gentlemen Prefer Blondes de varias maneras. Por ejemplo, no incluye el nombre de Harry Winston en el canto de los famosos joyeros; más bien, el nombre del fundador del Moulin Rouge, Charles Zidler, fue cambiado a Harold en la película, por lo que su nombre sustituye a Winston en la canción como «Harry Zidler». «Black Starr & Frost-Gorham» era conocido por ese nombre sólo después de 1925, pero en lugar de usar su nombre entre 1875-1925 de «Black Starr & Frost», su nombre fue reemplazado en la película de Luhrmann por palabras sin sentido (entendido por muchos oyentes como «Ross Cole»; en la versión 2002 del DVD, las palabras impresas en el subtítulo del texto son «Black Star, Roscor»). Y la línea potencialmente anacrónica, «ayudarte en el  Automat» fue alterada en la película de Luhrmann a «ayudarte a alimentar a tu gatito». Además, un fragmento lírico de la canción de Madonna, «Material Girl», fue trabajado en esta adaptación de la canción.

## Otras versiones
- Ethel Merman grabó la canción en 1950.
- Lena Horne grabó la canción en 1958, para su álbum Give the Lady What She Wants.
- Della Reese grabó la canción en 1960, para su álbum Cha Cha Cha.
- Julie London grabó la canción en 1961.
- Eartha Kitt grabó la canción en 1962.
- Emmylou Harris grabó una versión country/rock en 1983, para su álbum White Shoes.
- Thalía interpretó esta canción en 1991, en la televisión española.
- Jennifer Saunders y Dawn French, vestidas como Marilyn Monroe y Jane Russell, respectivamente, parodiaron el número en su especial de la BBC de 1993, Gentlemen Prefer French & Saunders.
- Kylie Minogue interpretó esta canción en 1995. También interpretó la canción en 1999, vestida como Marilyn Monroe para la apertura de los estudios australianos de la 20th Century Fox. En 2007, grabó otra versión para su película White Diamond.
- Anna Nicole Smith grabó la canción en 1998. El sencillo alcanzó los 100 mejores sencillos de baile en Francia.
- En 2007, Beyoncé hizo una versión actualizada de la nueva fragancia de Giorgio Armani, Emporio Armani Diamonds, en un anuncio dirigido por Jake Nava y titulado «Can You Resist?».
- Wendi Peters realizó una versión para Children in Need de la BBC el 16 de noviembre de 2007, agregando, «I am a Material Girl» a mitad de camino, luego regresando a la canción normal.
- Nicole Scherzinger  interpretó una versión para el especial de CBS 2007, Movies Rock, que rindió homenaje a la fuerte relación entre las películas y la música.
- T-Bone Burnett grabó una versión rock de la canción siendo campy y cínica, mientras que captura la esencia de la lírica.
- Nadine Coyle grabó una demo para esta canción.
- Deanna & The Downbeats, un quinteto de cabaret-jazz de Portland, Oregon, interpreta una versión tradicional de la canción que sigue en una versión lounge-swing de «Material Girl» de Madonna.
- En la caricatura Hey Arnold!, la madre de Helga cantó, «Beepers Are a Girl's Best Friend»,  para un comercial de la misma manera que la actuación de Marilyn Monroe.
- En el episodio número 100 de Gossip Girl, titulada «G.G.», Serena van der Woodsen (interpretada por Blake Lively)  tiene un sueño en el que ella es Marilyn Monroe y canta «Diamonds Are a Girl's Best Friend».[3]
- En la canción «Material Girl», Madonna emula la escena en la que Marilyn Monroe cantó la canción.
- Christina Aguilera  también hizo la canción en su primer largometraje Burlesque (2010). Kristen Bell y Julianne Hough la primera versión de Marilyn sincronizada con los labios, Christina la terminó con su propia voz.
- The Puppini Sisters cantan una versión en su álbum de 2011, Hollywood
- Nicole Kidman  interpreta la canción en la película Moulin Rouge!.
- En 2016 la suprema del pop Ariana Grande canto la canción en una fiesta privada haciéndole homenaje a la artista y deliberando sus poderosos vocales[4][5]
- La canción es interpretada por el elenco femenino de Glee Cast en el programa de televisión Glee,  en el episodio de 2013 «Girls (and Boys) On Film», como un mashup con «Material Girl» de Madonna.
- Anne Ducros  canta la canción en su álbum Either way : from Marilyn to Ella (Naïve, 2013)
- Shirley Bassey y Paloma Faith  cantan la canción para el álbum de Bassey, Hello Like Before (2014)
- Saara Aalto  realizó un mashup de la canción con Diamonds Are Forever en la semana 8 de los espectáculos en vivo en la temporada 13 de The X Factor.
- El sencillo de 1986 de Herb Alpert, «Diamonds», que cuenta con Janet Jackson en la voz principal, contiene el refrán «Diamonds are a girl's best friend» dentro de la letra.